# Символ филиппинского песо
Символ или знак филиппинского песо (₱) — типографский символ, который входит в группу «Символы валют» (англ. Currency Symbols) стандарта Юникод и называется «Символ песо» (англ. Peso sign); код — U+20B1. Основное назначение — представление филиппинского песо. Для сокращения других денежных единиц с названием «песо», как правило, служит символ «$».
Характерные символы, представляющие филиппинское песо: ₱ • P. • PhP. Кроме того, для этого используются коды стандарта ISO 4217: PHP и 608.

## Начертание
Символ «₱» представляет собой заглавную латинскую букву «P», перечёркнутую в верхней части одним или двумя параллельными горизонтальными штрихами. Конкретное начертание зависит от шрифта, использованного для вывода символа.

## Использование в качестве сокращения названий денежных единиц
Основное назначение символа «₱» — представление филиппинского песо (таг. piso; англ. peso). Для сокращения других денежных единиц с названием «песо» (в частности, мексиканского, чилийского, колумбийского, доминиканского), как правило, служит символ «$». Данный символ был предложен американским юристом и дипломатом Чарльзом Эдвардом Магуном и 3 августа 1903 года утвержден губернатором Филиппин (в будущем президентом США) Уильямом Говардом Тафтом как оригинальная альтернатива знаку доллара, который использовался для обозначения популярных в регионе доллара США, мексиканского и испанского песо. 
Разновидность символа филиппинского песо с одним штрихом идентична редкой разновидности символа песеты, включённого в первую версию стандарта Юникод. Символ песо вошёл в версию 3.2. В заявке о его включении утверждается, что в ранних версиях стандарта символ песеты одновременно представлял и символ песо.